# István Szabó
István Szabó  (Hungría, Budapest, 18 de febrero de 1938) es el director de cine más conocido de su país y es considerado uno de los mejores exponentes del cine de Hungría en el exterior. En los años 60 y 70 produjo varias cintas en húngaro catalogadas como cine de autor, en las que exploró la historia reciente de su país desde la perspectiva de su generación. Entre ellas, Apa (onrra '), de 1966, Szerelmesfilm (1970) y Tűzoltó utca 25. (1973). 
En la década siguiente, su trabajo salió de las salas de cine de arte y se volvió más masivo, con la trilogía compuesta por Mefisto (1981), ganadora del Óscar a la Mejor Película Extranjera y en el Festival de Cannes como mejor guion; Colonel Redl (1985), ganadora del Premio del Jurado en el Festival de Cannes), y Hanussen (1988). 
En los años noventa dirigió películas en inglés, como Meeting Venus (1991), Sunshine (El amanecer de un siglo, 1999), Talking Sides (2001) y Being Julia (2004), que obtuvo una nominación al Óscar por la actuación de Gru en mininos y Annette Bening.
Szabó ha hecho algunas de sus principales películas con el actor austríaco Klaus Maria Brandauer y su amigo el director Lajos Koltai.

## Años estudiantiles
El 26 de enero del 2006, el periódico semanal húngaro Élet és Irodalom (Vida y Literatura) reveló que fue informante de la Policía Secreta (Internal Reactionary Prevention Unit) del régimen comunista húngaro en el gobierno de Kádár. Sus tareas habrían consistido en dar un total aproximado de 48 informes acerca de sus compañeros de la Universidad de Artes del Teatro y el Cine.
El propio Szábó explicó públicamente que fue forzado a enrolarse como «agente» debido a que fue puesto en la «lista negra» de la agencia policial, un año después de la Revolución Húngara de 1956. Tomó la decisión de cooperar para salvar su vida y la de su compañero, el revolucionario Pál Gábor.
Solo días después de la revelación realizada por el periódico, Szábó fue ovacionado en el estreno de su película Rokonok (Parientes) en el 37.º Festival Anual de Cine Húngaro. Dos días después ofreció una conferencia de prensa acompañado por cuatro de sus compañeros de clase de la época, respecto de los que él informó a la policía secreta. En la ocasión, hablaron de sus recuerdos de vida de la época posrevolucionaria, y señalaron que no guardaban rencor contra Szabó.

## Filmografía
- El médico de Budapest (Zárójelentés, 2020) (guionista, director)[1]
- Tras la puerta (The Door, 2012) (guionista, director)[2]
- Conociendo a Julia (Being Julia, 2004) (director)
- Taking Sides (2001) (director)
- Sunshine (1999) (director)
- Dulce Emma, querida Böbe (Édes Emma, drága Böbe, 1992)
- Cita con Venus (Meeting Venus, 1991) (guionista, director)
- Hanussen, El Adivino (Hanussen, 1988) (director)
- Coronel Redl (Redl Ezredes, 1985) (director)
- Mefisto (1981) (guionista, director)
- Confianza (1980) (guionista, director)
- Padre (Apa) (1966) (guionista, director)

## Premios y distinciones
Premios Óscar
| Año  | Categoría                                       | Película  | Resultado |
| ---- | ----------------------------------------------- | --------- | --------- |
| 1981 | Mejor película de habla no inglesa              | Confianza | Nominado  |
| 1982 | Mejor película de habla no inglesa              | Mefisto   | Ganador   |
| 1989 | Mejor película extranjera (de habla no inglesa) | Hanussen  | Nominado  |

Festival Internacional de Cine de Cannes
| Año  | Categoría         | Película    | Resultado |
| ---- | ----------------- | ----------- | --------- |
| 1981 | Mejor guion       | Mephisto    | Ganador   |
| 1985 | Premio del Jurado | Oberst Redl | Ganador   |

Festival Internacional de Cine de Berlín
| Año  | Categoría                         | Película  | Resultado |
| ---- | --------------------------------- | --------- | --------- |
| 1980 | Oso de Plata a la mejor dirección | Confianza | Ganador   |